# Pfarrkirche Eschenau in Niederösterreich

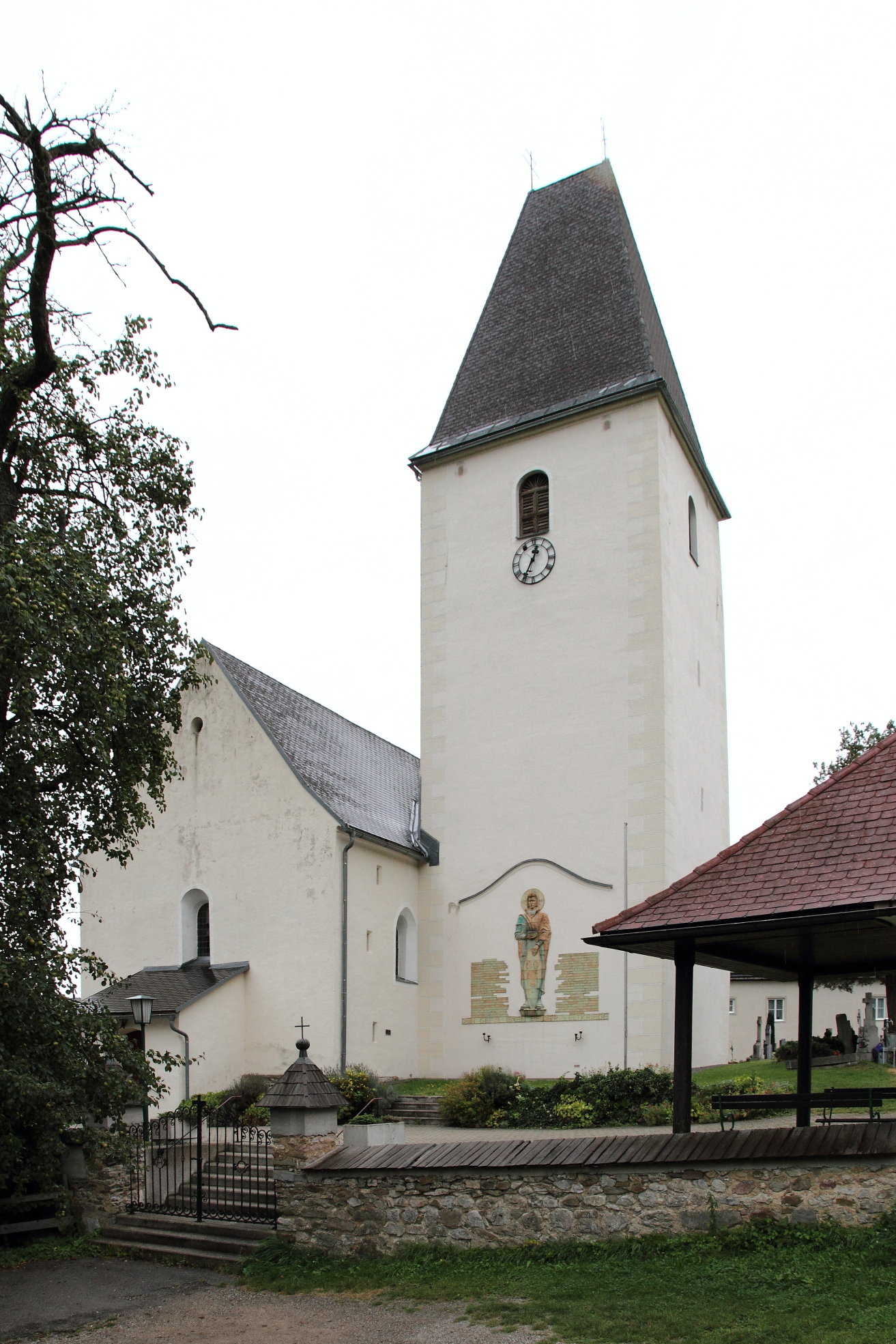
Katholische Pfarrkirche hl. Katharina in Eschenau

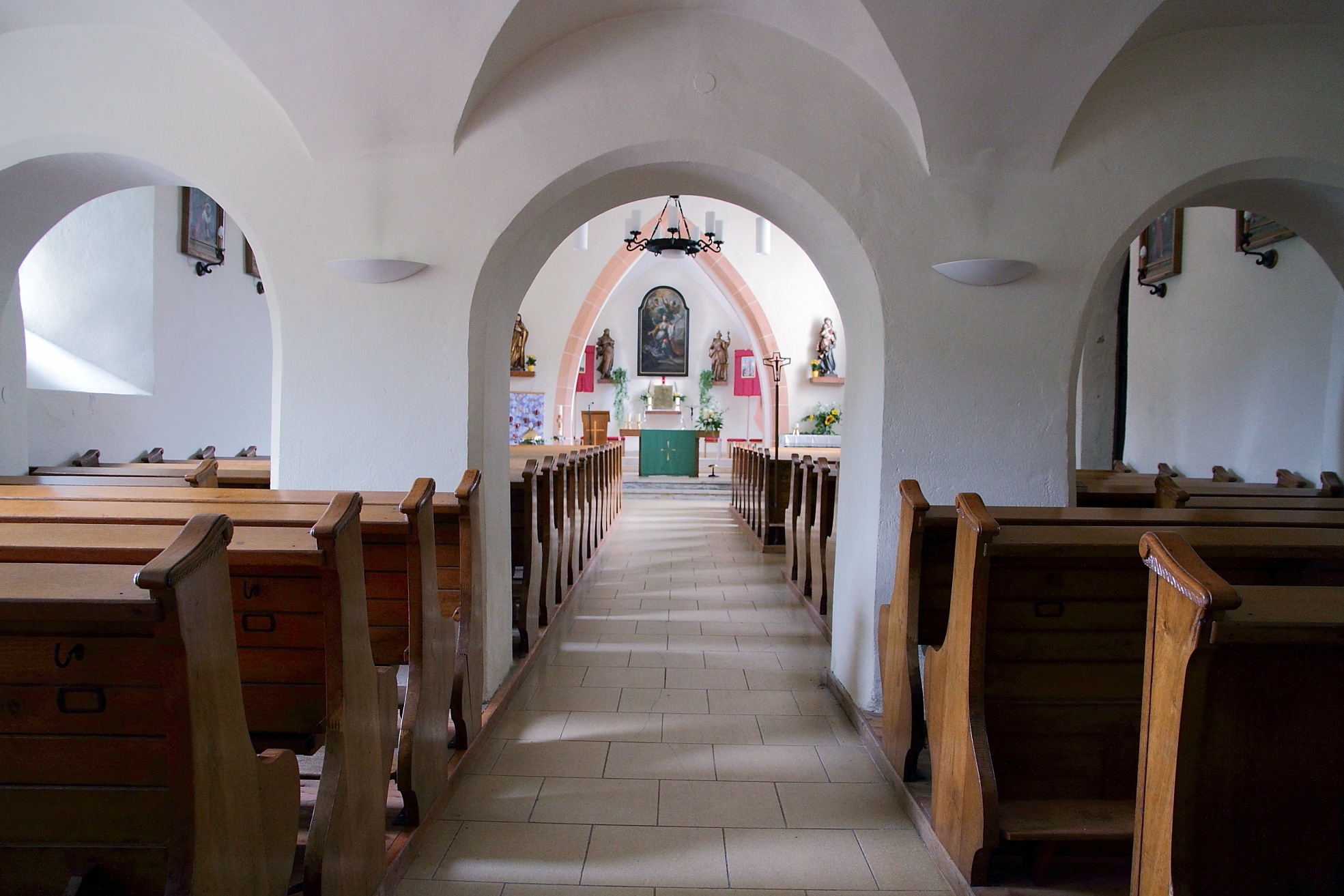
Blick unter der Empore ins Langhaus zum Chor

Die Pfarrkirche Eschenau steht in der Gemeinde Eschenau im Bezirk Lilienfeld in Niederösterreich. Die der heiligen Katharina von Alexandrien geweihte römisch-katholische Pfarr- und Wallfahrtskirche – dem Stift Lilienfeld inkorporiert – gehört zum Dekanat Lilienfeld in der Diözese St. Pölten. Die Kirche steht unter Denkmalschutz (Listeneintrag).

## Geschichte
Die im Kern frühgotische Saalkirche aus der Zeit um 1300 mit einem eingezogenen quadratischen Chorjoch hat einen mächtigen hohen 1541 ausgebauten Südturm am Langhaus und nördlich am Langhaus einen frühbarocken Sakristeianbau.

## Ausstattung
Die Altäre entstanden 1954 bis 1961. Der Altar an der Ostwand zeigt das Altarbild hl. Katharina gemalt von Martinus Altomonte 1737 und trägt die seitlichen Statuen Magdalena und Barbara aus dem zweiten Viertel des 18. Jahrhunderts aus der ehemaligen Pfortenkirche hl. Magdalena in Lilienfeld. Über dem Seitenaltar gibt es die Figur Pietà und die Figur Herz Jesu.
Der Sakristeischrank ist aus dem 17. Jahrhundert. Das barocke Weihwasserbecken ist aus dem 18. Jahrhundert. In der Beichtkapelle ist ein Kruzifix mit Mater Dolorosa um 1800. Die Kreuzwegbilder sind aus der zweiten Hälfte des 19. Jahrhunderts. 
Die Orgel mit 9 Registern baute Walter Vonbank 2013.